# Hypnotised (album des The Undertones)
Albums de The Undertones
The Undertones
(1979) Positive Touch
(1981)
Hypnotised, sorti en 1980, est le deuxième album du groupe The Undertones.
Il est cité dans l'ouvrage de Robert Dimery Les 1001 albums qu'il faut avoir écoutés dans sa vie.

## Titres
1. More Songs About Chocolate And Girls - 2:39
2. There Goes Norman - 2:39
3. Hypnotised - 2:29
4. See That Girl - 2:22
5. Whizz Kids - 2:17
6. Under The Boardwalk - 2:25
7. The Way Girls Talk - 2:29
8. Hard Talk - 3:39
9. My Perfect Cousin - 2:36
10. Boys Will Be Boys - 1:27
11. Tearproof - 2:19
12. Wednesday Week - 2:16
13. Nine Times Out Of Ten - 2:35
14. Girls That Don't Talk - 2:25
15. What's With Terry? - 3:13

La réédition en CD contient 5 titres bonus :
1. You've Got My Number (Why Don't You Use It)
2. Hard Luck (Again)
3. Let's Talk About Girls
4. Told You So
5. I Don't Wanna See You Again